# 張燕昌

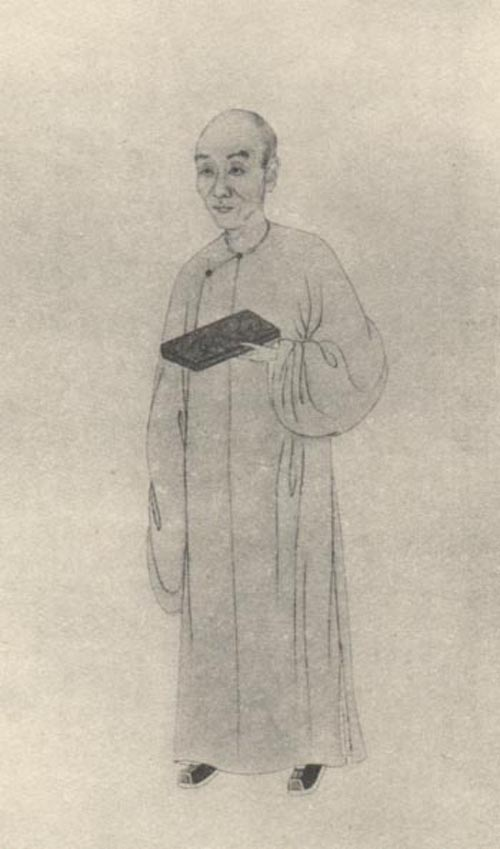
張燕昌

張 燕昌（ちょう えんしょう、1740年 - 1814年）は、中国清朝中期の篆刻家・書家である。
字は芑堂、号は文魚・金粟山人。嘉興府海塩県の人。

## 略伝
丁敬に入門するとき巨大なカボチャを手土産にして受け入れを許されたという逸話がある。飛白書に優れた書法をもち、花卉のうちでも特に蘭を得意とした。篆刻は浙派に属す。

## 著書
- 『金石契』
- 『飛白書録』
- 『石鼓文釈存』
- 『芑堂刻印』